# Marco Berardi
Marco Berardi (ur. 12 lutego 1993 w San Marino) – sanmaryński piłkarz występujący na pozycji obrońcy, reprezentant San Marino w latach 2015–2017.

## Kariera klubowa
Grę w piłkę nożną rozpoczął w akademii klubu San Marino Calcio. W połowie 2012 roku rozpoczął karierę na poziomie seniorskim w amatorskiej drużynie US Pietracuta (Włochy, Promozione Emilia-Romagna). W 2013 roku przeniósł się do SS Folgore/Falciano (Campionato Sammarinese), gdzie stał się zawodnikiem podstawowego składu. W sezonie 2013/14 dotarł z tym zespołem do finału fazy play-off, w którym jego zespół uległ 0:2 SP La Fiorita i otrzymał od FSGC nominację do nagrody Golden Boy, przyznawanej najlepszemu sanmaryńskiemu piłkarzowi do lat 23. 3 lipca 2014 zadebiutował w europejskich pucharach w spotkaniu z FK Budućnost Podgorica (1:2) w eliminacjach Ligi Europy 2014/15. W sezonie 2014/15 wywalczył z SS Folgore/Falciano mistrzostwo San Marino oraz krajowy puchar i po raz drugi w karierze został nominowany do nagrody Golden Boy. W eliminacjach Ligi Mistrzów 2015/16 zagrał w obu meczach I rundy kwalifikacyjnej z Piunikiem Erywań, przegranych 1:2 i 1:2. W październiku 2015 roku zdobył Superpuchar San Marino, po pokonaniu 2:0 SS Murata. W sezonie 2019/20 występował w sekcji futsalu SS Folgore/Falciano, grając na pozycji pomocnika, po czym zakończył karierę zawodniczą.

## Kariera reprezentacyjna
We wrześniu 2009 roku zaliczył występ w reprezentacji San Marino U-17 podczas turnieju kwalifikacyjnego do Mistrzostw Europy 2010, który odbył się na Białorusi. W latach 2010–2011 był powoływany do kadry U-19, dla której rozegrał 3 spotkania w kwalifikacjach do Mistrzostw Europy 2011 oraz 2012. W latach 2012–2014 Berardi zanotował 7 występów w reprezentacji U-21 prowadzonej przez Pier Angelo Manzaroliego. Zadebiutował w niej 1 czerwca 2012 w zremisowanym 0:0 meczu z Grecją w eliminacjach Mistrzostw Europy 2013. Wynik ten oznaczał pierwszy w historii punkt zdobyty przez zespół U-21 w spotkaniach o stawkę (nie wliczając walkowerów) i uchodzi za jeden z największych sukcesów sanmaryńskiej piłki nożnej młodzieżowej.
W listopadzie 2014 roku, w wyniku kontuzji Alessandro Della Valle, otrzymał od Pier Angelo Manzaroliego pierwsze powołanie do seniorskiej reprezentacji San Marino na mecz z Estonią, w którym nie wystąpił. 5 września 2015 roku zadebiutował w drużynie narodowej w przegranym 0:6 spotkaniu z Anglią w ramach eliminacji Mistrzostw Europy 2016. Rozpoczął mecz w podstawowym składzie i w 12. minucie sprokurował rzut karny, wykorzystany przez Wayne’a Rooneya. Łącznie w latach 2015–2017 zaliczył w zespole narodowym 7 występów, z których wszystkie zakończyły się porażkami San Marino.

## Sukcesy
SS Folgore/Falciano
- mistrzostwo San Marino: 2014/15
- Puchar San Marino: 2014/15
- Superpuchar San Marino: 2015